# 101.5 The Hawk
101.5 The Hawk (CIGO-FM) ist ein privater Hörfunksender aus Port Hawkesbury, Cape Breton, Nova Scotia, Kanada. Der Adult-Contemporary-Sender ist auf der UKW-Frequenz 101,5 zu empfangen.
CIGO-FM begann mit der Ausstrahlung seines Programms am 29. Oktober 1975 auf Mittelwelle. Im November 1999 erhielt der Sender die Genehmigung, auf UKW zu senden. Der Sender versorgt die Countys Inverness, Richmond, Antigonish und Guysborough, kann jedoch auch in angrenzenden Bereichen empfangen werden.
Am 8. Juni 2010 beantragte der Betreiber des Senders, MacEachern Broadcasting Limited, eine Erhöhung des Sendeleistung. Die zuständige Behörde genehmigte dies, und der Sender erhöhte am 17. September 2010 die Sendeleistung von 19.000 auf 40.000 Watt.